# Hubbardia joshuensis
Hubbardia joshuensis är en spindeldjursart som först beskrevs av Verner Hawsbrook Rowland 1971.  Hubbardia joshuensis ingår i släktet Hubbardia och familjen Hubbardiidae. Inga underarter finns listade i Catalogue of Life.